# Hernösands Ångsågs AB
Härnösands Ångsågs Aktiebolag var ett sågverksföretag i Härnösand, grundat 1859 av C.F. Brockman. Han förvärvade en tomt på Kronholmen där en såg med två dubbla ramar uppfördes. År 1860 köptes “Nya varvet”, vilket gav plats för brädgård och utskeppningsplats. Under åren 1861–1865 bestod sågen av två dubbla ramar och en kantsåg, och mellan 1866–1870 av två dubbla och två enkla ramar. År 1882 förlängdes såghuset med nytt maskineri och sex enkla ramar.
År 1923 gick företaget i konkurs och blev en del av det nybildade Björknäs Nya Sågverks AB. Två år senare, 1925, såldes bolaget till Kramfors AB, och 1926 revs sågen.
Arkivmaterial från Härnösands Ångsågs Aktiebolag, daterat 1863–1866, förvaras hos Riksarkivet i Härnösand.

## Bildgalleri

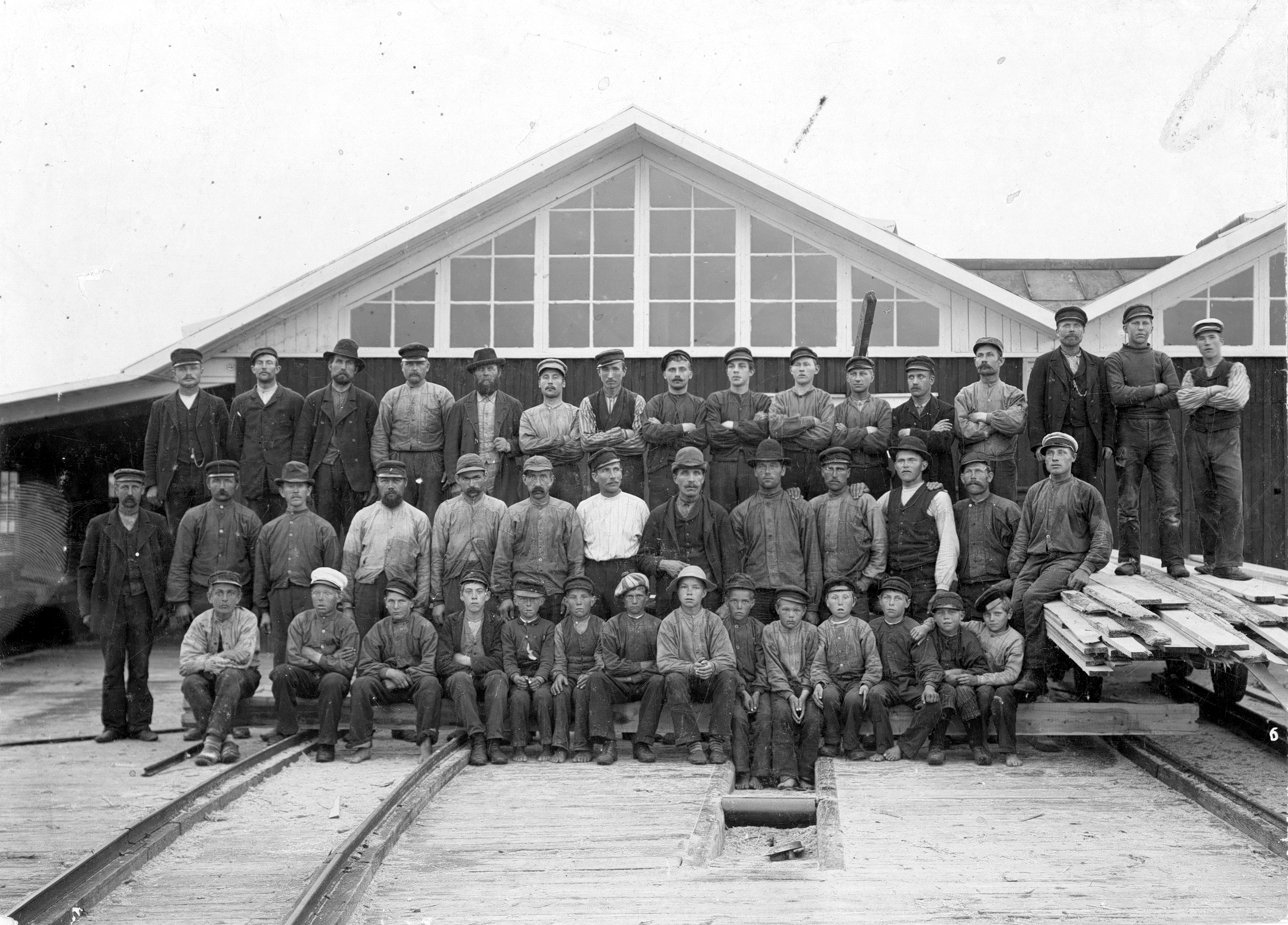
Arbetare vid Hernösands Ångsågs AB